# Caragol (gastronomia)

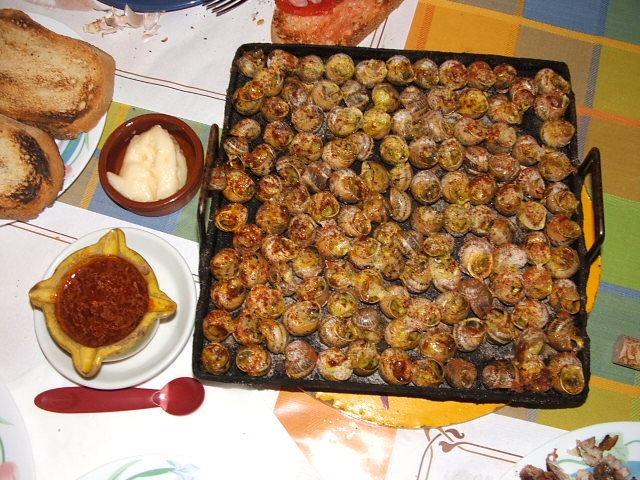
Caragols al forn, cuinats a la llauna

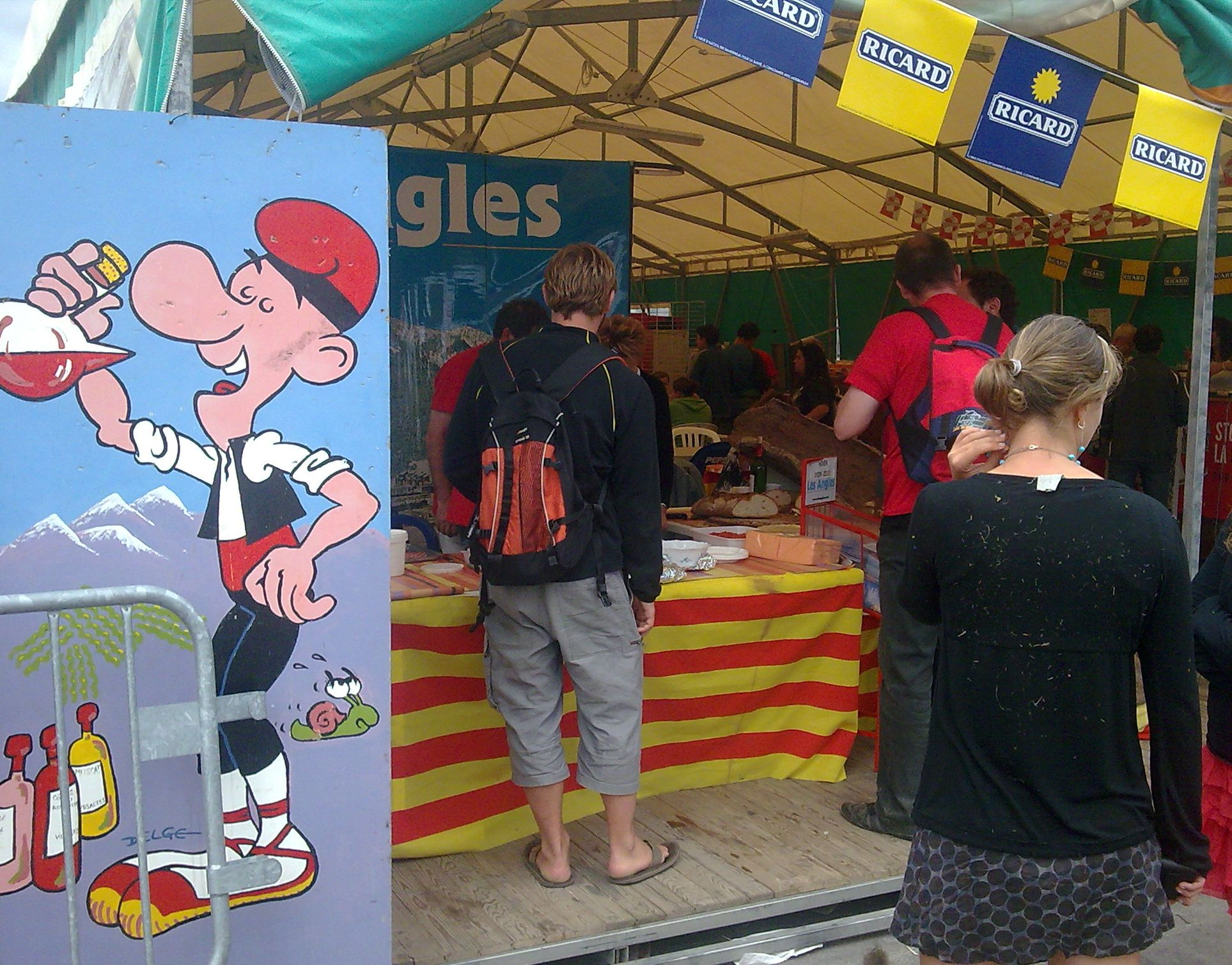
Carpa de la Catalunya Nord en una festa francesa (Fête de l'Humanité) amb envelats per a cada regió. El català del plafó té la barretina i el vestit típic català, un porró, vi i a la seva dreta hi ha un caragol que fuig amb por, fent referència al fet de menjar caragols.

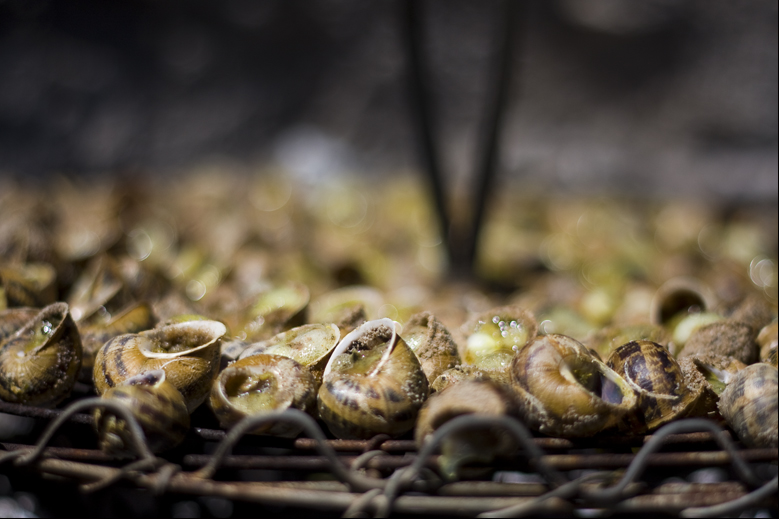
Caragolada

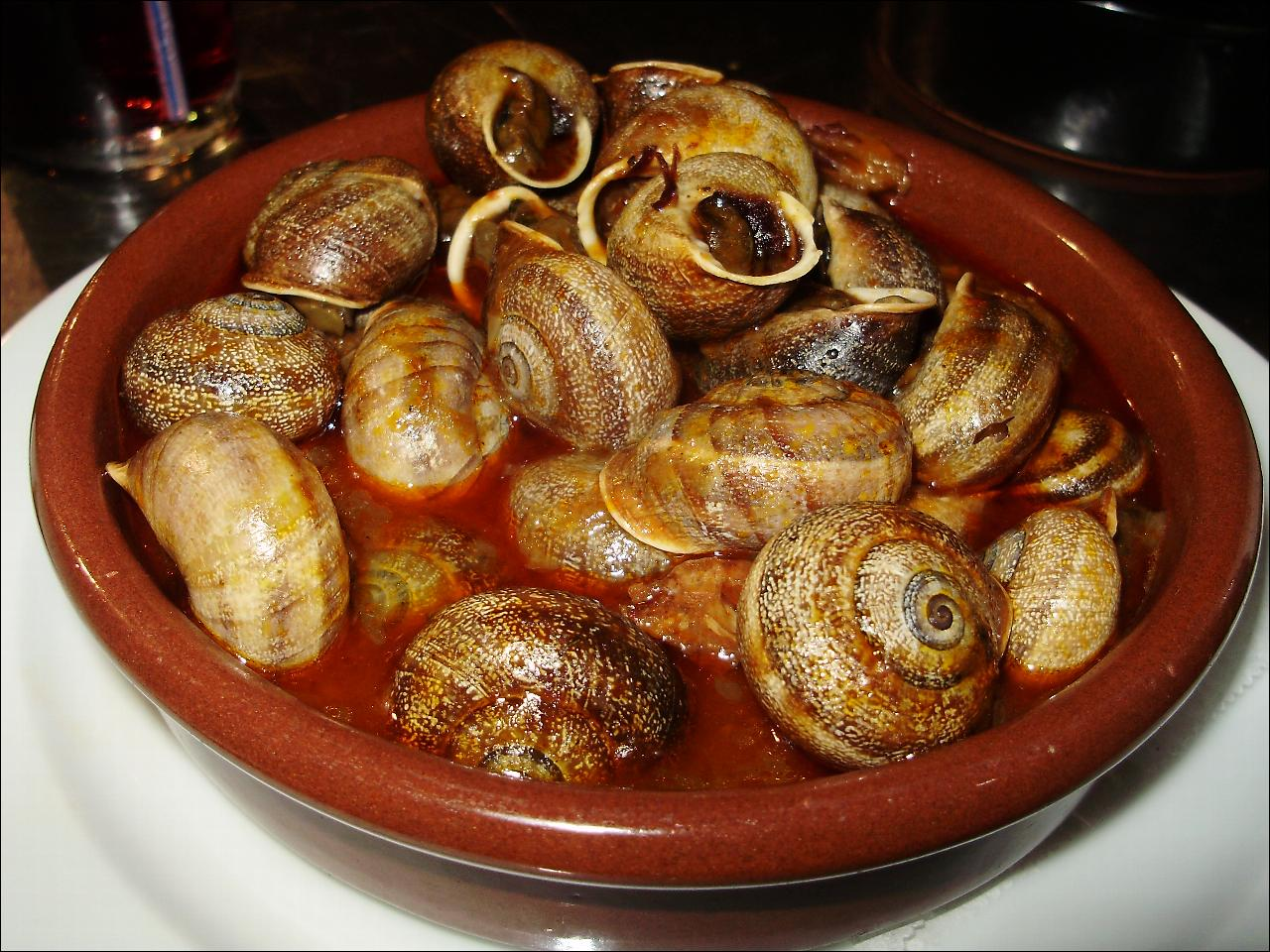
Caragols en salsa

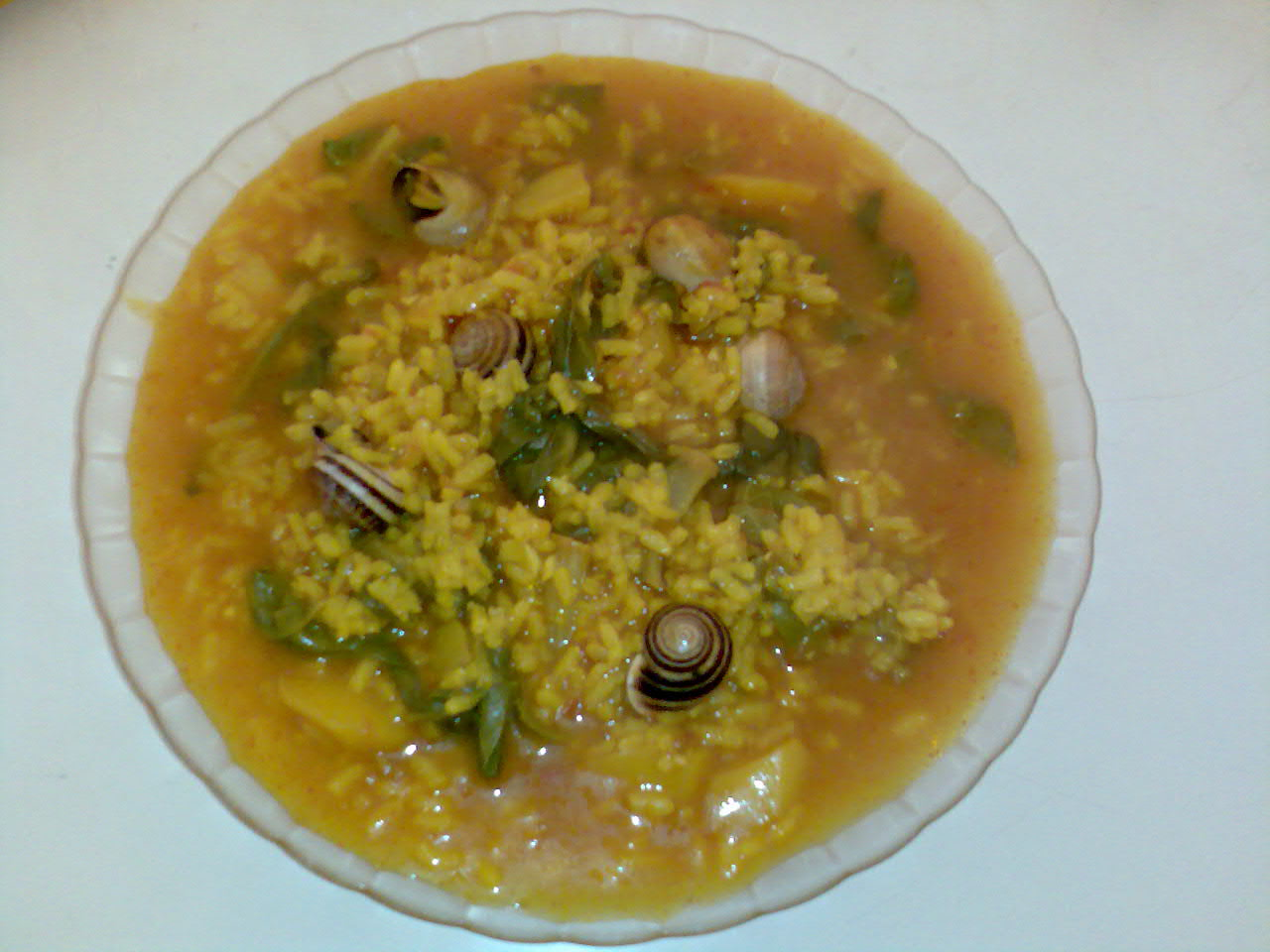
Arròs amb bledes i caragols valencià

El caragol és un element habitual en la gastronomia de diversos països. Aquest article tracta sobre l'ús gastronòmic d'aquest mol·lusc.

## El caragol a Catalunya
A la cuina catalana hi ha moltes altres maneres de menjar caragols, per exemple estofats, o en un arròs, o acompanyant altres carns és també molt típica. El plat insígnia del caragol a Catalunya són els caragols a la llauna, un plat ben senzill en què els caragols són cuits al foc (preferentment a la brasa) o bé al forn en una llauna. Se serveixen acompanyats d'allioli i/o de vinagreta. Aquest plat és especialment típic de les terres de Lleida, on organitzen des del 1980 l'Aplec del Caragol de Lleida. A Tarragona s'utilitzen per a preparar el plat típic de les festes de Santa Tecla, espineta amb caragolins.
A Catalunya les caragolades són molt típiques. Són sortides al camp, o de vegades a casa d'algú, on es mengen grans quantitats de caragols, que poden estar preparats de diverses maneres, a més d'altres coses; d'una manera similar a les calçotades o botifarrades, per exemple.
Al seu llibre Cuinar caragols, Josep Mª Morell i Bitrià descriu vuit tipus de cargols que es donen a Catalunya: cabreta, moro, bover, sapec, jueu, mongeta, mongeta ratllada y la caragolina, que és la més petita.

## El caragol al País Valencià
Al País Valencià, la caragolada (o cargolada i caragolà) té una preparació similar al Camp de Túria, l'Empordà i el Rosselló. Se'n fa consum a totes les comarques. Es cullen dues varietats diferents: els vilernencs, que són menuts i ixen de dia, i els caragols grans, que a cada poble reben un nom diferent. Els primers són diürns i els segons, nocturs. Famílies senceres eixien a collir caragols, que es venien a les places dels pobles o també de les capitals, on el preu era més alt.
A les Terres de l'Ebre, els Ports i el Maestrat valencià, es mengen les vaquetes, un tipus de caragol de terra que sol anar acompanyat amb xai o conill.

## El caragol a les Illes Balears
A les illes Balears també es mengen caragols, al forn o estofats. A Menorca, per exemple, se'n mengen sovint en receptes simples, com per exemple amb allioli, o de vegades també amb d'altres de més sofisticades, com ara els caragols amb cranca, un plat en el qual els caragols de terra es cuinen en una cassola de fang amb sofregit, cranca tallada en dos, i pinces i potes grans de cranca, i una picada a la qual s'afegeixen les tripes de la cranca. Es tracta d'un plat que es prepara el dia abans i es deixa reposar perquè sigui més gustós. Tradicionalment, aquesta recepta es feia amb cranc pelut, però avui dia s'ha substituït per la cranca perquè aquell ha esdevingut una espècie protegida.
A Mallorca també són un ingredient habitual. Poden constituir la part central del plat, guisat amb ceba, tomata, fonoll i diverses castes de carn, però també són habituals com a ingredient en plats com l'arròs brut o les burballes. És tradicional menjar-ne per Sant Marc.

## El caragol a Andorra
A Andorra rep el nom de caragols a la llauna un plat de caragols semblant al de Lleida. També es mengen estofats amb salsa.

## El caragol a la resta del món
Els caragols cuits són una especialitat d'altres cuines, per exemple a Andalusia, Aragó, la Rioja, al Mèxic, la Xina, entre d'altres. Al Marroc es mengen cuits amb herbes com a aperitiu; i a la cuina francesa es mengen farcits de mantega barrejada amb una mica d'all i julivert.